# آزتالان (کامیونیتی)، ویسکانسین
آزتالان (به انگلیسی: Aztalan) یک منطقهٔ مسکونی در ایالات متحده آمریکا است که در آزتالان واقع شده‌است. آزتالان ۲۵۷٫۸۶ متر بالاتر از سطح دریا واقع شده‌است.